# Quell'estate
Quell'estate è un film del 2008 diretto da Guendalina Zampagni.
Il soggetto e la sceneggiatura sono di Tommaso Avati mentre il protagonista è Alessandro Haber.

## Trama
La famiglia Rienzi trascorre l'estate nella vecchia casa di campagna in Toscana. Le loro vite si incroceranno e scontreranno fra sogni e speranze. Il quindicenne Matteo, rimandato in ben tre materie, scoprirà i palpiti del primo amore; sua sorella Eleonora, ragazza madre, dovrà trovare l'uomo giusto; i loro genitori, invece, cercheranno di risollevare le sorti di un matrimonio in crisi. Quell'estate del 1981 sarà il dolce ricordo di una famiglia rivoluzionata dall'amore e dalle sue sfumature.